# Cylicobathra cuspidata
Cylicobathra cuspidata är en fjärilsart som beskrevs av László Anthony Gozmány. Cylicobathra cuspidata ingår i släktet Cylicobathra och familjen äkta malar. Inga underarter finns listade i Catalogue of Life.